# On Bended Knee
On Bended Knee è il quarto album dei 2Hurt pubblicato il 18 agosto 2014.

## Il disco
Il disco ha sonorità rock, miste tra psichedelia e folk americano.

## Tracce
1. Tonight I'll let you know – 2:21
2. Painful memories – 5:50
3. Find my way back home – 3:54
4. Love kills – 2:55
5. Young suicide – 4:17
6. Whilst we have a ball – 1:52
7. Without affection – 5:54
8. Revenge burns under the sun – 3:42
9. Black coffee – 5:02
10. Sofia's Lullaby – 3:29

## Formazione
- Paolo Spunk Bertozzi - voce, chitarra
- Roberto Leone - chitarre acustiche
- Laura Senatore - violino
- Giancarlo Cherubini - basso
- Marco Di Nicolantonio - batteria